# Glencoe (Escocia)
Glencoe (en gaélico escocés: Gleanna Comhann [klan̪ˠˈkʰo.ən̪ˠ]) es el principal asentamiento de Glen Coe, Lochaber, Highland, Escocia. Se encuentra en el extremo noroccidental del valle, en la rivera izquierda del río Coe, lugar de la desembocadura en Loch Leven (una extensión de Loch Linnhe).

## Historia
El nombre Glencoe es reciente (ha aparecido en señales de tráfico en los últimos 20 años), sin embargo, el asentamiento es bastante antiguo y se encuentra cerca del lugar en el que, por orden del rey Guillermo III los Campbell masacraron al clan McDonall en 1692, tristemente célebre entre los ingleses lo conocen como el «valle del llanto». El nombre del lugar es más antiguo que este apelativo. Hay diferentes formas de escribirlo: Glencoe o Glena Coe. La población se encuentra en una zona del glen («valle») llamada Carnoch, que se divide en Carnoch alto y Carnoch bajo. Hay un pequeño hospital sin servicio de urgencias (Fort William es el más próximo) que se encuentra al final del pueblo, sobre un puente de piedra. En Glencoe Village hay una pequeña tienda, iglesia, museo histórico, oficina de correos y el centro de rescate de montaña de Glen Coe, diferentes casas de huéspedes y una escuela primaria. Hay varios establecimientos de hostelería, como el Restaurante Carnoch y Clachaig Inn. También en el pueblo, pero junto a la carretera A82, se encuentra el Centro de Visitantes de Glencoe, gestionado por el National Trust for Scotland. Este moderno centro (construido en 2002) dispone de cafetería, tienda y oficina de información.
El pueblo se encuentra en el condado de Argyll, aunque esta parte de Argyll pertenece en la actualidad a la región de las Tierras Altas.

## En el cine
Rodeada de paisajes espectaculares para el escalamiento de montañeses y senderistas. Algunas películas se rodaron en Glencoe, entre las que destacan: Braveheart, Rob Roy, Harry Potter y el Prisionero de Azkabán, como el lugar de Hagrid. Skyfall film de la saga de James Bond.
En la biografía ficticia de James Bond, de Ian Fleming incluyó en Sólo se vive dos veces, se menciona: «era hijo de un escocés, Andrew Bond de Glencoe».

## Enlaces
- Iain Mac an Táilleir 2003 en Wayback Machine  (archivado el 17 de marzo de 2007).

- Datos: Q956688
- Multimedia: Glencoe, Highland / Q956688